# 寬身牙鰏
寬身牙鰏（学名：Gazza achlamys），又名裸牙鰏、金錢仔，为鰏科牙鰏屬下的一个种。